# Дейвис (округ, Айова)
Де́йвис (англ. Davis County) — округ в штате Айова, США. Административный центр — город Блумфилд.

## История
Округ Дейвис был образован 17 февраля 1843 года. Получил название в честь конгрессмена, а позднее сенатора от Кентукки — Гарретта Дейвиса (1839—1847).

## География
Расположен в южной части штата Айова. Согласно данным Бюро переписи населения США общая площадь округа составляет 1303 км².

### Основные шоссе
- Шоссе 63
- Автострада 2
- Автострада 202

### Прилегающие территории
- округ Аппануc — на западе
- округ Монро — на северо-западе
- округ Уапелло — на севере
- округ Джефферсон — на северо-востоке
- округ Ван-Бьюрен — на востоке
- округ Скотленд (штат Миссури) — на юго-востоке
- округ Скайлер (штат Миссури) — на юго-западе

## Демография
Согласно данным Бюро переписи населения США, население округа составляло:
- по переписи 2010 года — 8753 человека[2];
- по переписи 2000 года — 8541 человек.

Диаграмма возрастного состава населения округа Дейвис по данным переписи населения 2000 года.

### Данные переписи населения 2000 года
Возрастной состав населения:
- 27,4 % — дети до 18 лет,
- 16,6 % — люди возрастом более 65 лет.

49,9 % населения составляли женщины.
Национальный состав:
- 98,4 % — белые,
- 0,2 % — афроамериканцы,
- 0,2 % — представители коренных народов,
- 0,2 % — азиаты,
- 1,4 % — латиноамериканцы,
- 0,9 % — представители двух или более рас.

Средний доход на душу населения в округе составлял 15 127 долларов. 14,1 % населения имело доход ниже прожиточного минимума. Средний доход на домохозяйство составлял 43 342 долларов.
Также 78,9 % взрослого населения имело законченное среднее образование, а 11,4 % — высшее образование.